# Německý historický ústav ve Varšavě

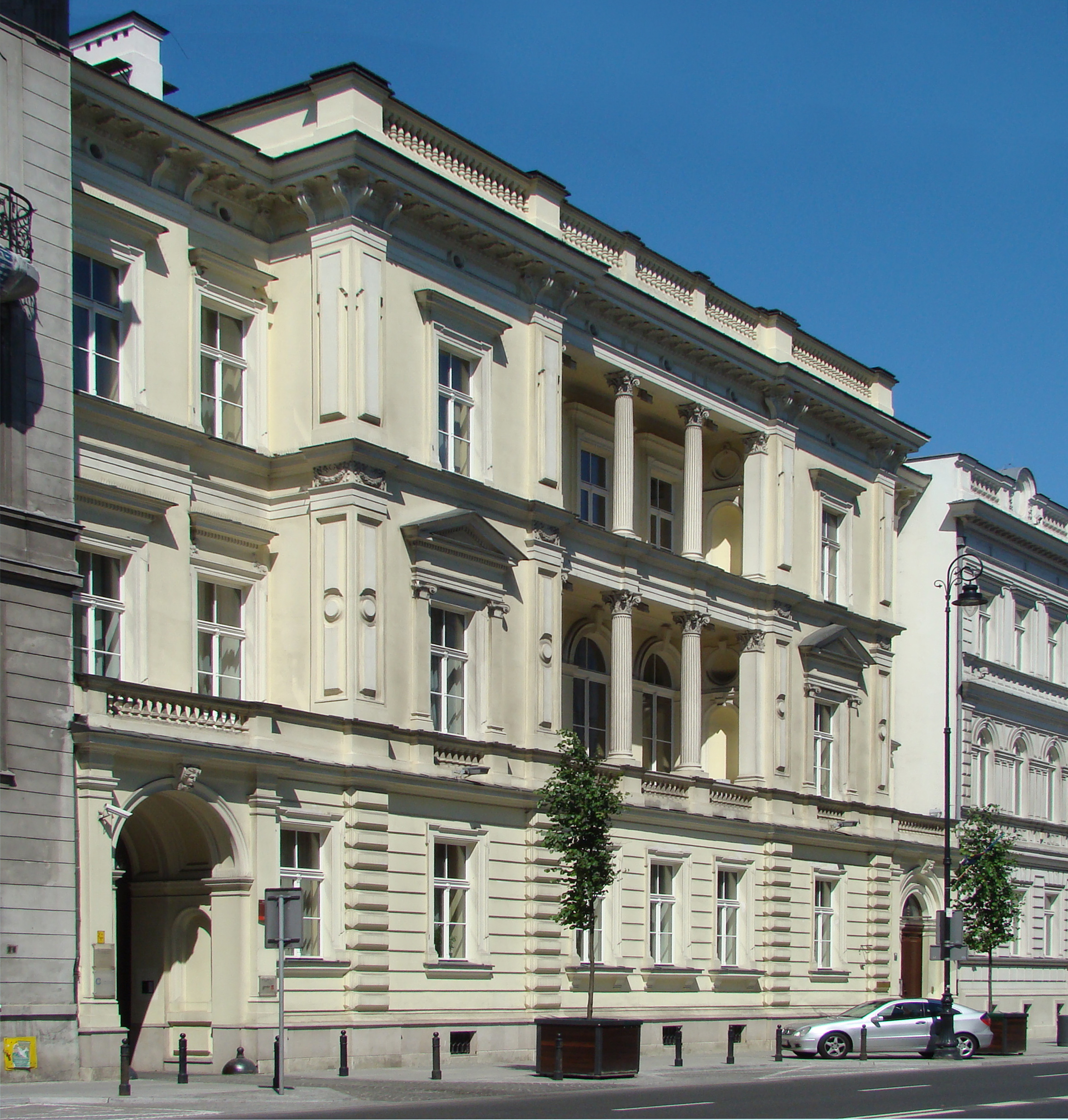
Německý historický ústav ve Varšavě

Německý historický ústav ve Varšavě (Deutsches Historisches Institut Warschau, DHI Warschau, DHIW) založený v roce 1993 je veřejnou výzkumnou institucí ve Varšavě. Od roku 2002 působí v rámci Nadace Maxe Webera, která zastřešuje německé humanitně vědné ústavy v zahraničí. Jeho posláním je výzkum polských a středoevropských dějin v evropském a transregionálním kontextu napříč historickými epochami. DHIW podporuje vědecké diskuse na národní a mezinárodní úrovni. Zprostředkuje především informace a novinky z německé historiografie v hostitelských zemích a historiografie těchto zemí v Německu. Kromě toho se věnuje podpoře vědeckého dorostu při zkoumání dějin Polska a středovýchodní Evropy. DHIW sídlí ve varšavském paláci Karmických v Ujazdowských alejích. Zakládajícím ředitelem ústavu byl Rex Rexhauser (1993–1998), po němž se v úřadu postupně vystřídali Klaus Ziemer (1998–2008) a Eduard Mühle (2008–2013), Miloš Řezník (2014-2024), od 2024: Magdalena Saryusz-Wolska.

## Institut
Od začátku roku 2017 má DHIW k dispozici pracoviště ve Vilniusu. Pracoviště podporuje zkoumání litevských dějin ve středo- a východoevropských souvislostech stejně jako litevským kontaktů s Německem, Polskem a ostatními zeměmi regionu. Druhé pracoviště bylo otevřeno ve spolupráci s mnichovským Collegiem Carolinem a Akademií věd České republiky v roce 2018 v Praze. Pracoviště podporuje akademický výzkum českých, německých a polských dějin v evropském kontextu.V Německém historickém ústavu ve Varšavě pracuje v současnosti 32 osob, z toho je 17 akademických pracovníků (13 postdoktorandů, 2 docenti a 2 profesoři). Vedle toho nabízí DHIW nejrůznější badatelské a pracovní možnosti pro hostující vědce, stipendisty a praktikanty.
Ústav vede Prof. Dr. Miloš Řezník, společně se zástupkyní ředitele Prof. Dr. Ruth Leiserowitz. V otázkách výzkumu je ústavu nápomocná vědecká rada, jejímž předsedou je od roku 2019 Philipp Ther.

## Základní výzkum
Německý historický ústav ve Varšavě provádí inovativní základní výzkum. Zkoumá polské a středoevropské dějiny v evropských souvislostech v celém chronologickém rámci a tematické šíři. V konkrétní praxi se výzkum zaměřuje na realizaci dílčích badatelských projektů, které jsou v současnosti rozděleny do 4 oblastí:
- Kultura paměti: Vyrovnávání se s minulostí
- Násilí: Sociální praktiky a mocenské vztahy
- Mobilita: Migrace a globální sítě
- Prostor: Regiony a hmotná kultura

V těchto výzkumných oblastech jsou integrovány jednotlivé projekty akademických pracovníků a pokud je to možné také badatelské záměry stipendistů, praktikantů a hostujících vědců. V tomto ohledu poskytují výzkumné oblasti společný, tematický a problémový horizont, který podporuje plodnou akademickou spolupráci v návaznosti na badatelsky mezinárodně relevantní otázky. Tato spolupráce může dále využívat specifické zdroje a těžit z výhodné polohy DHIW.

## Badatelská výměna a stipendia
Německý historický ústav podporuje prostřednictvím akademické komunikace, spolupráce a výměny mezinárodní diskusi v historických vědách. V popředí stojí zejména vztahy německých a polských historiků. Nicméně zprostředkovatelská mise zahrnuje kromě německých badatelů také další středo- a východoevropské kolegy a kolegyně stejně tak se obrací na reprezentanty západních vědeckých komunit. V tomto ohledu představuje DHIW mezinárodní akademické fórum. Na jeho rozvoj využívá DHIW osvědčené prostředky jako je organizace vědeckých konferencí, vydávání publikací a poskytování stipendií. Stipendia jsou určena na podporu výzkumu polských, německo-polských, středo- a východoevropských dějin, při jehož realizaci je nutný pobyt v Polsku, případně v Česku nebo na Litvě. Stipendia jsou udělována na jeden nebo více měsíců po předložení výzkumného záměru. Udělení stipendia probíhá na základě kritérií excelence. Dodatečným kritériem je míra, v jaké se výzkumný záměr tematicky kryje s aktuálními výzkumnými oblastmi DHIW.

## Publikace
Ve čtyřech knižních řadách zveřejňuje Německý historický ústav výsledky vlastního i externího výzkumu a edice pramenů k dějinám Polska a k dějinám německo-polských vztahů. Kromě toho publikuje DHIW německé popř. polské překlady metodicky průkopnických a obsahově zásadních historických prací k evropským, německým a polským dějinám.  

## Knihovna DHI ve Varšavě
Knihovna ve varšavském sídle ústavu je prezenční knihovnou, ve které se aktuálně nachází kolem 90.000 svazků a která odebírá na 300 vědeckých časopisů. Její úlohou je zajištění publikací relevantních pro výzkum prováděný na DHIW. Knihovna doplňuje ostatní historické odborné knihovny ve Varšavě. Zahrnuje hlavně odbornou literaturu k německým, polsko-německým a středoevropským dějinám v západních jazycích, která se tematicky kryje s oblastmi výzkumu DHIW. Pro prezenční studium je knihovna bezplatně otevřená také pro externí návštěvníky. Její sbírky jsou přístupné pro online rešerše prostřednictvím katalogu OPAC, knihovny elektronických časopisů EZB a databanky informačního systému DBIS. Vedle tištěných médií mají uživatelé přístup k elektronickým zdrojům.